# Lucien-Thrasybule Lenglet
Pour les articles homonymes, voir Lenglet.
Lucien-Thrasybule Lenglet (17 mars 1796 à Arras - 2 mars 1874 à Douai) est un homme politique français.

## Biographie
Fils d'Étienne-Géry Lenglet, il manifesta de bonne heure des opinions libérales. Ses études de droit terminées, il s'inscrivit au barreau de Douai, et, en même temps, collabora activement au Progrès du Pas-de-Calais. 
En 1830, Dupont de l'Eure le nomma procureur du roi à Saint-Omer, puis conseiller à la cour de Douai : mais il resta dans l'opposition sous Louis-Philippe, et prit part à la campagne des banquets réformistes. Il fut, le 1er août 1846, le candidat des libéraux dans le 10e collège du Nord (Valenciennes). 
Promu, après la révolution de février, procureur général près la cour d'appel d'Amiens, il fut élu, le 23 avril 1848, représentant du Nord à l'Assemblée constituante. Il siégea à gauche et vota avec la fraction modérée du parti républicain. 
Non réélu à la Législative, Lenglet reprit son siège à la cour de Douai jusqu'à sa mise à la retraite, le 28 juillet 1866.

## Sources
- « Lucien-Thrasybule Lenglet », dans Adolphe Robert et Gaston Cougny, Dictionnaire des parlementaires français, Edgar Bourloton, 1889-1891 [détail de l’édition]